# Géographie de l'Italie
L'Italie a la forme générale d’une botte, d’une superficie totale de 301 263 km2. Elle est constituée d'une partie continentale, péninsulaire et insulaire, dont les trois principales îles sont la Sicile (qui aurait la forme d'une tête de crocodile), la Sardaigne et l’île d’Elbe.
Les limites extrêmes de l'Italie se situent :
- en latitude entre 47° 05'N à la Tête Jumelle Occidentale (Testa Gemella Occidentale) dans les Alpes de Zillertal, même si elle est souvent confondue avec le Sommet d'Italie (Vetta d'Italia), pour laquelle il a été montré en 1997 qu'elle n'était pas le point le plus au nord de l'Italie[1], et 35° 29'N dans l’île de Lampedusa (Punta pesce spada) ;
- en longitude entre 6° 37'E à la Roche Bernaude dans les Alpes cottiennes, sur le flanc est de la Vallée Étroite à l'est du Mont Thabor, et 18° 31'E au cap d'Otrante dans les Pouilles.

Les dimensions maximum sont de 1 330 km, du nord au sud, de la Tête Jumelle Occidentale à Lampedusa, et de 630 km, d’est en ouest, du mont Thabor au mont Nevoso.

## Géographie physique
Le territoire italien est très accidenté : 23 % en plaine seulement, 35 % en montagnes et 42 % en collines, la définition donnée par l'Institut national de statistiques italien précisant comme altitude pour une colline une valeur entre 600 et 800 mètres selon la localisation. Deux grandes chaînes de montagne le structurent fortement : les Alpes, au nord, avec le point culminant du pays (le mont Blanc, 4 806 m) ; et les Apennins, qui courent depuis la côte Ligure jusqu’à Reggio de Calabre. Le pays ne compte qu'une seule grande plaine alluviale : la plaine du Pô, d’environ 45 000 km2.
Située sur la ligne de contact des plaques africaine et européenne, l’Italie est sujette aux séismes et possède quatre volcans émergés actifs : l’Etna, le Vésuve, le Vulcano et le Stromboli (ces deux derniers en mer Tyrrhénienne).
Les côtes présentent un très long développement, d’environ 7 500 km (dont la moitié forme le contour des îles).

### Géologie

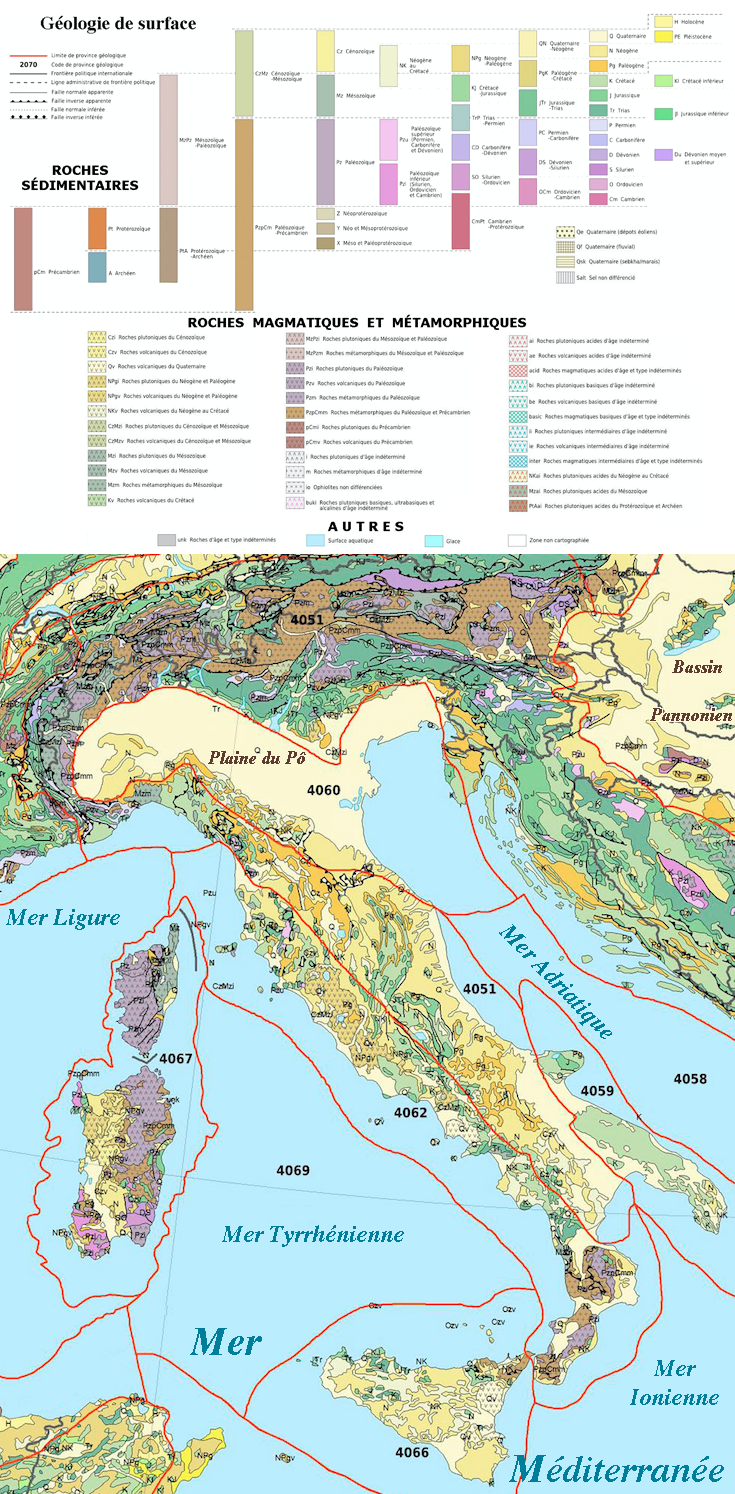
Géologie de l'Italie

L'Italie comporte des zones à risques sismiques. Le territoire italien est actuellement divisé en 174 "districts sismiques", classés en 4 niveaux de risques sismiques.

### Frontières
Les frontières de l’Italie sont généralement marquées par des éléments physiques : la mer Ligure à l'ouest-nord-ouest, la mer Tyrrhénienne au sud-ouest, le canal de Sicile au sud, la mer Ionienne au sud-est, la mer Adriatique au nord-est et les Alpes au nord-ouest (mais dans la partie centrale la frontière s’écarte de la ligne de séparation des eaux, la Suisse s’étendant sur le versant méridional avec notamment le Tessin). Le territoire italien englobe les deux micro-États du Vatican et de Saint-Marin et possède une enclave en Suisse, la localité de Campione d'Italia sur les rives du lac de Lugano.
| France                                                                           | Suisse; Autriche               | Slovénie                                       |
| via les mers Ligure et Tyrrhénienne : Corse; via la Sardaigne : mer Méditerranée | l'Italie                       | mer Adriatique                                 |
| via le canal de Sicile : Tunisie                                                 | via le canal de Sicile : Malte | via le canal d'Otrante : Albanie; mer Ionienne |

## Régions de l'Italie

### Les régions alpines
Les régions alpines de l'Italie constituent la partie méridionale du massif alpin. La ligne de frontière entre l'Italie et les autres pays alpins suit généralement la ligne de partage des eaux, à l'exception notable de la région du Tessin qui forme un canton suisse bien que située sur le versant méridional. Elles s'étirent en forme d'arc de cercle sur une longueur d'environ 1 200 km, et comprennent d'ouest en est, les Alpes ligures, les Alpes maritimes, les Alpes cottiennes, les Alpes grées, les Alpes pennines, les Alpes lépontines, les Alpes rhétiques, les Alpes atésines, les Alpes carniques et les Alpes juliennes.

### Les Apennins
Les Apennins sont des chaînes de monts qui se développent sur une longueur de près de 1 500 kilomètres entre le nord, près du col de Cadibonae en Ligurie, jusqu'à la pointe ouest de la Sicile, et ils constituent l'épine dorsale montagneuse de la péninsule italienne.
Le point culminant des Apennins est le Corno Grande qui atteint 2 914 mètres dans le massif du Gran Sasso (région des Abruzzes), exception faite de l'Etna, 3 340 mètres, qui est un relief volcanique.
Les Alpes Apuanes constituent une petite particularité montagneuse entre la mer et les Apennins au niveau de Carrare en Toscane, avec ses ressources de marbre blanc.

### La plaine du Pô
Couvrant une étendue de 90 000 km2 entre le versant sud des Alpes et le versant nord des Apennins, la plaine du Pô ou plaine padane (du latin Padus, le Pô) est de loin la plus grande plaine italienne. Elle occupe la plus grande partie des régions Piémont, Lombardie, Vénétie, Frioul-Vénétie Julienne et Émilie-Romagne. Elle est arrosée principalement par le Pô et ses affluents, mais recouvre aussi les basses vallées des fleuves côtiers des trois Vénéties, l’Adige, la Brenta, le Piave, le Tagliamento et l’Isonzo (dont une partie du cours se trouve depuis 1947 en Slovénie) et encore, le bassin du Reno et des autres fleuves de l'Émilie-Romagne qui vont directement à la mer Adriatique.
De forme générale triangulaire, longue de 347 km, elle s’élargit vers l’est sur un front maritime de 270 km entre Rimini au sud et l’Isonzo au nord-est.
On distingue la haute plaine au nord et la basse plaine au sud.
Il y a un million d’années, au début de l’ère quaternaire, la plaine du Pô était un immense golfe de la mer Adriatique.

### Les régions côtières
Les côtes de l’Italie s’étendent sur 7 456 km.
Pour les îles :
- 1 600 km pour la Sicile ;
- 1 850 km pour la Sardaigne :

Les côtes très diverses qui bordent la péninsule :
- côtes basses, présentant de vastes plages sableuses de l’Émilie-Romagne à la Frioul-Vénétie Julienne, avec de nombreuses lagunes et étangs côtiers, dans le nord de l’Adriatique,
- côtes sableuses également sur le versant tyrrhénien le long de la Toscane et du Latium,
- côtes rocheuses, hautes, très entaillées de la Riviera italienne en Ligurie,
- côtes découpées de golfes mondialement célèbres le long de la Campanie (golfe de Naples, golfe de Salerne).

Les îles...
Voir aussi : Liste des îles d'Italie
Les îles couvrent un peu plus de 50 000 km2, soit 17 % du territoire italien, dont 49 000 km2 environ pour la Sicile et la Sardaigne. En dehors de ces deux grandes îles, de nombreuses îles mineures, souvent groupées en archipels, se trouvent le long des côtes italiennes, pour la plupart dans la mer Tyrrhénienne. Leur superficie totale atteint environ 1 000 km2, à peine 2 % de l’ensemble insulaire.
- L’archipel toscan, situé entre la Corse et la Toscane, comprend l’île d’Elbe (223 km2) et plusieurs îles secondaires : Capraia, Giglio (21 km2), Giannutri, Gorgona, Montecristo, et Pianosa.
- Les Îles Pontines, situées au large du golfe de Gaète : Ponza, Gavi, Santo Stefano, Palmarola, Ventotene, Zannone.
- L’archipel campanien, faisant face au golfe de Naples, compte des îles très célèbres : Ischia (46 km2), Capri, Nisida, Procida.
- Les îles éoliennes, d’origine volcanique, au large de la côte nord de la Sicile : Lipari (37 km2), Salina (26 km2), Stromboli, Vulcano (20 km2), Alicudi, Filicudi, Panarea.
- Plus à l’ouest, dans la mer Tyrrhénienne, l’île solitaire d’Ustica, en face de Palerme.
- L’archipel des Égates, à la pointe nord-ouest de la Sicile : Favignana, Levanzo, Marettimo, Stagnone.
- Au sud de la Sicile, l’île solitaire de Pantelleria (83 km2),
- Encore plus au sud, proche des côtes de Libye, l’archipel des Îles Pélages : Lampedusa (20 km2), Lampione et Linosa.
- L’Archipel de La Maddalena, au nord-est de la Sardaigne : La Maddalena (20 km2), Caprera, Spargi, Santo Stefano…
- Au sud-ouest de la Sardaigne : Sant'Antioco (108 km2) et San Pietro (51 km2).
- Au nord-ouest de la Sardaigne : Asinara (50 km2) et Piana.
- Au nord-est de la Sardaigne : Tavolara, Molara...

- Les Îles Tremiti, situées dans l’Adriatique, au nord du Gargano : San Domino, Capraia, San Nicola.

## Climat

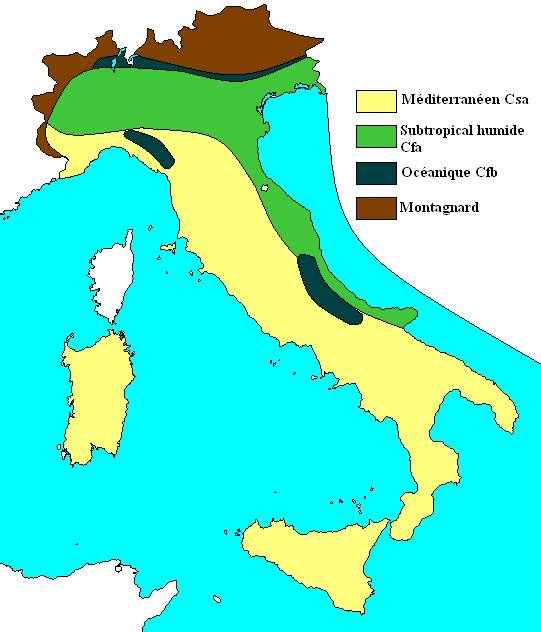

Du fait de sa position géographique, l'Italie a un climat tempéré, avec de fortes variations régionales dues aux écarts de latitude, aux reliefs et à l’influence de la mer. Les températures moyennes varient de 11 °C au nord (Turin) à 16 °C au sud (Naples), les précipitations de 1 000 à 2 000 mm dans la zone alpine à 600 mm sur le versant adriatique. D'une région à une autre, le climat est varié : montagnard au niveau des Alpes, méditerranéen dans la péninsule ou, selon la Classification de Köppen, subtropical humide dans le nord et l'est de la plaine du Pô. Le climat devenant de plus en plus sec vers le sud et sur la façade orientale de la botte (l'aridité en été dure 2 mois en Toscane, 5 mois en Calabre). Si les hivers sont assez froids dans le nord, ils sont doux dans le centre et dans le sud, avec toutefois des variations sensibles selon l'altitude. L'été est chaud partout, moite dans la plaine du Pô, et très sec dans les régions méditerranéennes, qui sont souvent marquées par des pluies assez importantes en automne. Les températures, comparables à la Grèce ou à l'Espagne, peuvent dépasser les 40° dans le sud. Le climat est lié au relief.